# Björn Ironside

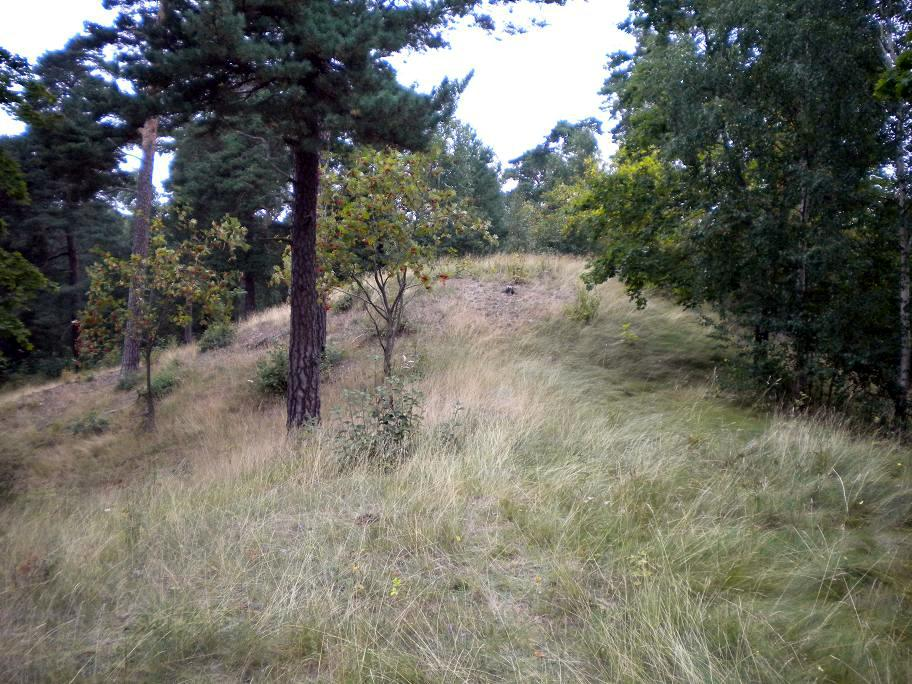
Nấm mộ của Björn Ironside (Björn Järnsidas hög) trên đảo Munsö, Ekerö, hồ Mälaren, Thuỵ Điển. Nằm trên nấm mộ là khối đá có mảnh chạm khắc chữ rune Uppland số 13.

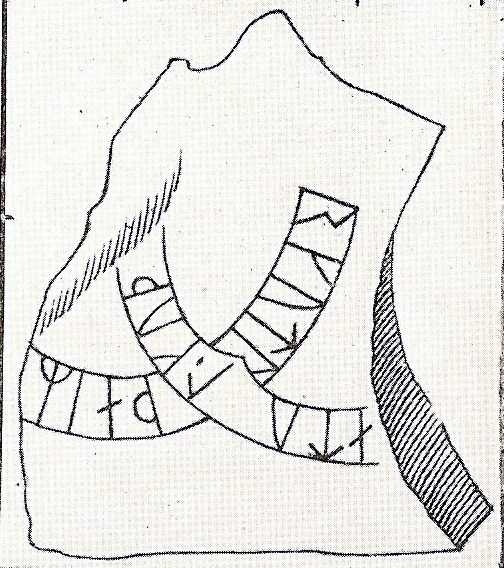
Viên đá có chữ rune, nằm trên nấm mộ của Björn Ironside ở Uppland, Thuỵ Điển. Viên đá này là một mảnh vỡ; những mảnh vỡ khác của khối đá nằm cạnh nó.

Björn Ironside là một tộc trưởng Viking người Bắc Âu và một vị vua huyền thoại của Thuỵ Điển, xuất hiện trong thần thoại Bắc Âu. Theo sử sách Scandinavia thế kỷ thứ 12 và 13, ông là con trai của vua Viking nổi tiếng Ragnar Lothbrok. Ông sống vào thế kỷ thứ 9, được xác định tương đối chắc chắn trong khoảng những năm 855 đến 858. Björn Ironside được cho là người thống trị đầu tiên của triều đại Munsö tại Thuỵ Điển. Vào đầu thế kỷ thứ 18, một nấm mộ trên đảo Munsö được những người nghiên cứu đồ cổ tuyên bố là Björn Järnsidas hög hay nấm mộ của Björn Ironside.
Các nguồn sử thời Trung Cổ nhắc đến các con trai và cháu trai của Björn Ironside, bao gồm Erik Björnsson và Björn at Haugi. Hậu duệ dòng nam của ông được cho là đã thống trị Thuỵ Điển cho đến khoảng những năm 1060.

## Björn trong nguồn sử của người Frank
"Berno" là một tù trưởng và tư lệnh hải quân hùng mạnh người Viking. Ông xuất hiện trong các nguồn sử cùng thời như Annales Bertiniani và Chronicon Fontanellense. Ông được nhắc tới lần đầu vào mùa hè năm 855. Văn bản cổ nhất nhắc đến nguồn gốc của ông là lịch sử người Norman của William xứ Jumièges (k. 1070). Theo lời William, người Đan Mạch có tục lệ buộc các con trai thứ và út của một ông vua phải rời khỏi đất nước, để củng cố uy quyền của nhà vua; do vậy, sau khi Ragnar Lodbrok trở thành vua, ông ra lệnh cho Björn rời khỏi đất nước. Björn rời Đan Mạch cùng một hạm đội lớn đáng kể và bắt đầu cướp phá Tây Francia. Các biên niên sử cùng thời viết rằng ông đã hội quân với một người Viking khác là Sigtrygg và dong buồm ngược dòng sông Seine vào năm 855, và từ đây, lực lượng của ông và Sigtrygg bắt đầu cướp phá vùng nội địa. Lực lượng của họ bại trận tại Champagne trước Charles Hói của Tây Francia trong cùng năm đó, nhưng không bị tiêu diệt. Sigtrygg rút lui trong năm tiếp theo, nhưng Björn tiếp tục nhận được viện quân từ một đội quân Viking khác và người Frank không thể đuổi ông ra khỏi khu vực sông Seine. Ông và người của mình trú đông tại nơi gọi là Givold's Grave, nơi đây trở thành căn cứ để chuẩn bị cho cuộc tấn công Paris, bắt đầu vào quanh dịp năm mới những năm 856–857. Björn xây dựng công sự trên hòn đảo Oissel ngay phía trên Rouen, và trấn thủ nơi này suốt nhiều năm. Sau này ông đã thề trung thành với Charles Hói ở Verberie vào năm 858 nhưng không rõ ông có giữ lời hay không. Vua Charles cuối cùng quyết định tấn công nhóm Viking phá phách vùng Seine với toàn bộ lực lượng của ông và bắt đầu công thành Oissel vào tháng 7. Trận công thành thất bại thảm hại, vì đám hải tặc tại đây chống trả dữ dội. Hơn nữa, anh trai của Charles là Louis người Đức của Đông Francia đã xâm lược nước ông, và nhiều chư hầu ngả theo phe ông ta. Do vậy chiến dịch công thành chấm dứt vào tháng 9.
Sau khi Björn gặp gỡ Charles ở Verberie thì tên ông không còn được tìm thấy trong những nguồn sử đương thời nữa. Tuy nhiên, những chiến binh Viking vùng sông Seine vẫn tiếp tục tấn công trong những năm tiếp theo, thậm chí là cướp phá Paris lần nữa vào năm 861. Lúc này Charles Hói đã định lợi dụng một tộc trưởng Viking khác, Veland, chỉ huy một đạo quân hoạt động ở vùng Somme, để tấn công nhóm Viking vùng sông Seine tại Oissel. Tuy nhiên, kế hoạch này phản tác dụng khi hai đạo quân Viking thoả thuận với nhau và hợp quân lại. Đội quân người Bắc Âu dựng trại tại hạ nguồn sông Seine trong 2 năm 861–862, nhưng rồi lại chia tách. Veland đồng ý trở thành người Thiên Chúa giáo và phục vụ hoàng gia, còn nhóm Viking vùng sông Seine quay về biển. Một số tham gia các cuộc xung đột của những người cai trị Bretagne và các bá tước người Frank.

## Chuyến thám hiểm đến Địa Trung Hải
Một số lớn nguồn sử Frank, Norman, Ả Rập, Scandinavia và Ireland kể lại một cuộc tấn công lớn nhằm vào Địa Trung Hải vào những năm 859–861, được lãnh đạo đồng thời bởi Hastein, Björn Ironside và có thể là một người anh em của ông hoặc nhiều hơn. Sau khi cướp phá dọc bờ biển Iberia và mở đường đi qua Gibraltar, đội quân người Bắc Âu đốt phá miền Nam nước Pháp, và cho hạm đội dừng lại đây trú đông, trước khi đổ bộ lên đất Ý và chiếm giữ thành phố Pisa. Kiêu căng trước những chiến thắng này và các chiến thắng khác ở Địa Trung Hải (bao gồm ở đảo Sicily và Bắc Phi) trong chuyến thám hiểm Địa Trung Hải, người ta ghi lại rằng quân Viking đã mất 40 thuyền trong một cơn bão. Họ quay về eo biển Gibraltar và, ở bờ biển Medina-Sidonia, mất thêm 2 tàu nữa khi bị máy bắn đá lửa bắn chìm trong cuộc đột kích của quân đội Andalusia, chỉ còn lại 20 thuyền nguyên vẹn. Tàn quân của hạm đội quay lại vùng biển Pháp vào năm 862. Björn Ironside đã lãnh đạo chuyến thám hiểm, theo sử thi sau này của William xứ Jumièges. Theo quyển Biên niên sử Chắp vá của Ireland đầu thế kỷ thứ 11 thì hai đứa con trai của Ragnall mac Albdan, một tộc trưởng đã bị các anh em mình trục xuất khỏi Lochlann và từ đó ở lại quần đảo Orkney, đã dẫn đầu đội quân.
William xứ Jumièges gọi Björn là Bier Costae ferreae (Ironside) và là Lotbroci regis filio (con trai của Vua Lodbrok). Lời kể về chuyến hải trình Địa Trung Hải của William xoay quanh cha nuôi của Björn là Hastein. Hai chiến binh Viking thực hiện nhiều cuộc tấn công (hầu hết đều thành công) nhằm vào Pháp. Sau đó Hastein có ý định giúp Björn lên làm Hoàng đế La Mã mới và dẫn đầu một đội quân Viking hùng hậu tấn công Địa Trung Hải cùng con trai nuôi. Họ đặt chân lên đất liền và bắt gặp thị trấn Luni, lúc đó họ tin rằng đây là Rome, và tấn công nhưng lại không công phá được bức tường bao quanh thị trấn. Để vào được thị trấn người Viking đã nghĩ ra một mẹo: Hastein gửi người đưa tin đến chỗ giám mục, nói rằng ông ta đang ốm thập tử nhất sinh, và chỉ có một nguyện vọng cuối cùng là được rửa tội theo nghi thức Thiên Chúa giáo, và được chôn cất dưới nền đất linh thiêng trong nhà thờ. Ông ta được đưa vào nhà nguyện cùng một đội cận vệ danh dự nhỏ, rồi nhảy ra khỏi cáng và doạ đám tu sĩ sợ khiếp vía. Nhóm Viking này sau đó đã chiến đấu mở đường đến tận cổng thị trấn, rồi mở cổng để đội quân bên ngoài tràn vào. Khi nhận ra Luni không phải Rome, Björn và Hastein đã định tìm hiểu thêm về thành phố này, tuy nhiên đã đổi ý khi nghe nói người Rome đã chuẩn bị phòng thủ rất tốt. Sau khi quay về Tây Âu, hai người chia tay nhau. Björn bị đắm tàu gần bờ biển nước Anh và may mắn thoát chết. Sau đó ông đến Frisia và theo lời William thì ông đã qua đời tại đó. Có vài nguồn sử nói khác với ông. Hastein xuất hiện trong những nguồn sử đương thời muộn hơn Björn, và nếu ông ta là cha nuôi của Björn thì khi chết ông ta đã phải 80 tuổi. Tuy nhiên điều này vẫn có thể xảy ra, do hai người Viking khác là Rollo và vua Harald Fairhair của Na Uy cũng sống lâu tương đương. Luni cũng được biết đến là đã bị người Saracen tấn công.

## Sử thi của Ragnar LothbrokvàChuyện các con trai của Ragnar
Câu chuyện về Björn và các anh em của ông, những đứa con trai của vị vua Scandinavia Ragnar Lodbrok, được kể lại theo nhiều phiên bản suốt thời Trung Cổ. Chuyện các con trai của Ragnar (Ragnarssona þáttr) là một bộ Sử thi Fornaldar Iceland từ thế kỷ thứ 14 đã kết hợp lịch sử truyền miệng của Bắc Âu với chủ đề truyền thuyết. Sử thi nói rằng Björn là con trai của Ragnar và Aslaug và các anh em của ông là Hvitserk, Ivar the Boneless, và Sigurd Snake-in-the-Eye. Câu chuyện cũng kể về các anh em cùng cha khác mẹ của Björn là Eric và Agnar.
Sử thi viết rằng Ragnar là kẻ thống trị những vùng đất rộng lớn ở Thuỵ Điển và có thể là cả Đan Mạch. Khi ông còn sống, Björn và các anh em đã rời Thuỵ Điển để chinh phục Zealand, Reidgotaland (ở đây là Jutland), Gotland, Öland và các đảo nhỏ khác. Rồi họ định cư tại Lejre ở Zealand, Đan Mạch với Ivar the Boneless là thủ lĩnh.
Các con trai khác của Ragnar là Eric và Agnar đã dong thuyền đến hồ Mälaren và gửi tin đến vua Thuỵ Điển là Eysteinn, một chư hầu của Ragnar, rằng họ muốn ông ta phục tùng các con trai của Ragnar. Hơn nữa, Eric nói rằng anh ta muốn cưới con gái của Eysteinn là Borghild làm vợ. Eysteinn ban đầu nói rằng ông ta cần hỏi ý kiến các tộc trưởng Thuỵ Điển. Các tộc trưởng từ chối đề nghị, và ra lệnh tấn công những đứa con trai nổi loạn của Ragnar. Một trận chiến xảy ra và Eric cùng Agnar bị quân đội Thuỵ Điển áp đảo, sau đó Agnar tử trận còn Eric bị bắt làm tù binh.
Eysteinn đề nghị chia cho Eric vùng đất Uppsala öd mà anh ta muốn, và Borghild, để trả wergild (nợ máu) cho Agnar. Eric nói rằng sau một thất bại như vậy, anh ta không muốn gì hơn ngoài được chọn ngày cho cái chết của chính mình. Eric yêu cầu ông ta đâm chết mình bằng nhiều ngọn giáo, rồi dựng giáo lên nền đất để thi thể Eric được nằm cao hơn người anh em đã chết. Ở Zealand, Björn, Aslaug và Hvitserk, khi đang chơi tafl, nghe tin và nổi giận, kéo theo một đạo quân hùng hậu đến Thuỵ Điển. Aslaug đích thân cưỡi ngựa chỉ huy quân sĩ. Sau một trận chiến dữ dội họ đã hạ sát được Eysteinn.
Theo sử thi, cha của họ là Ragnar bị Vua Ælla bắt và hành hình tại Anh sau một nỗ lực xâm chiếm Anh liều lĩnh đến điên rồ của Ragnar. Björn và các anh em, ham muốn báo thù, đã tấn công Ælla nhưng bị đánh bật lại. Do Ivar nhận ra rằng họ không thể đánh bại ông vua người Anh kia ngay lập tức, nên anh ta đã đề nghị hoà giải. Anh chỉ yêu cầu một vùng đất đủ để bao bọc bằng một tấm da bò và thề không bao giờ gây chiến với Ælla nữa. Sau đó Ivar cắt miếng da bò thành những sợi mảnh đến nỗi có thể quấn quanh được một pháo đài lớn (trong một sử thi cũ thì đó là York còn theo một sử thi mới hơn thì là London) và được trao quyền kiểm soát nơi đó. Ivar sau đó trở nên nổi tiếng tại Anh và khuyên những người anh em tấn công lần nữa. Trong trận chiến Ivar theo phe các anh em mình, và do đó các tộc trưởng người Anh trung thành với Ivar cũng ủng hộ họ. Ælla bị bắt và để trả thù họ đã tra tấn và giết ông ta bằng nghi thức đại bàng máu.
Sau này Björn và các anh em của ông tiếp tục cướp phá tại Anh, Normandy, Pháp, và Lombardy, cho đến khi đến được thị trấn Luna ở Ý. Khi trở về Scandinavia, họ đã phân chia vương quốc và Björn Ironside nhận Uppsala cùng với Thuỵ Điển.

## Các nguồn sử khác
Bộ sử thi Đan Mạch có chất huyền thoại của Saxo Grammaticus, Gesta Danorum (k. 1200), là văn bản đầu tiên nhắc đến việc Björn Ironside làm Vua của Thuỵ Điển. Theo Saxo, Ragnar Lodbrok đã tranh cãi với người thống trị bộ tộc Swedes, Sörle. Do đó ông đã xâm chiếm Thuỵ Điển cùng các con trai ông là Björn, Fridleif và Radbard. Trước khi bắt đầu cuộc chiến, hai phe đồng ý giải quyết bất đồng bằng một trận đấu. Ragnar và ba con trai của ông đối đầu với nhà vô địch nổi tiếng Starkad và bảy con trai của ông ta trước sự chứng kiến của cả hai đội quân. "Björn, đã hạ sát nhiều kẻ thù mà không có chút thương tích, do hai bên sườn ông rất khoẻ, bền như sắt, đã có được biệt danh gắn liền với ông suốt đời [Ironside, tức Sườn sắt]". Ragnar và các con trai hạ sát hết 8 đối thủ, sau đó đội quân của họ tấn công Sörle và đội quân của ông ta, tiêu diệt tất cả. Ragnar sau đó "đã trao cho Björn chức lãnh chúa Thuỵ Điển vì lòng quả cảm và phụng sự trung thành." Sau đó, một đứa con trai khác của Ragnar, Ubbe, thông đồng với ông ngoại anh ta là Esbjörn và âm mưu chống lại Ragnar. Esbjörn cử phái viên đến gặp Björn ở Thuỵ Điển để yêu cầu hỗ trợ cuộc nổi dậy mà ông ta lên kế hoạch, nhưng Björn không nghe theo. Thay vào đó, ông đã treo cổ các phái viên, và đoàn tuỳ tùng của họ bị người Swedes giết sạch. Không lâu sau đó Esbjörn tử trận trong một trận hải chiến, và Ubbe bị bắt sau khi chống trả kiên cường. Sau này Ragnar chỉ định Björn làm nhiếp chính Na Uy, còn Thuỵ Điển được giao cho một đứa con trai khác quản lý, Eric Weatherhat. Sau khi Ragnar bị tử hình, Björn và các anh em tấn công Ella tại Anh với 400 chiến thuyền và hạ sát ông ta. Sau đó ông quay về vương quốc của mình là Thuỵ Điển, nhưng vẫn dẫn quân đến Đan Mạch để can thiệp khi người Đan Mạch nổi dậy chống lại sự cai trị của những con trai của Ragnar. Với một hạm đội 1.700 chiến thuyền, ông cùng các anh em đè bẹp đội quân phản loạn ở Slesvig. Đây là lần cuối Björn Ironside được nhắc đến trong Gesta Danorum.
Sử thi Hervarar từ thế kỷ thứ 13 kể rằng Eysteinn Beli bị Björn và các anh em hạ sát giống như trong sử thi của Ragnar Lodbrok, và họ đã chinh phục toàn Thuỵ Điển. Khi Ragnar băng hà Björn Ironside thừa kế Thuỵ Điển. Ông có hai con trai, Refil và Erik Björnsson, trong đó Erik trở thành vị vua tiếp theo của Thuỵ Điển. Theo Sử thi của Erik the Red, Björn có một đứa con trai tên là Asleik (Aslak), sau này là tổ tiên của Thorfinn Karlsefni.
Nguồn sử Anglo-Saxon và Ireland gợi ý rằng cuộc tấn công của người Đan Mạch nhằm vào Anh năm 865 do ba anh em lãnh đạo là Ingvar (tức Ivar), Ubbe và Halfdan, theo sử thi Ireland Cogad Gáedel re Gallaib thì họ đều là các con trai của Ragnall (Ragnar hoặc một cái tên tương tự). Björn không được nhắc đến trong văn bản này, nhưng sau này sử sách Norman gợi ý rằng ông cũng có trong nhóm anh em này. Theo William xứ Jumièges thì ông mất ở Frisia, nơi này cũng có mối liên hệ với những kẻ xâm lược nước Anh. Ubbe đôi khi mang danh hiệu "Jarl của Frisia" và những kẻ xâm lược này đôi khi còn được gọi là Scaldingi (người đến từ Schelde). Vương quyền của Björn đôi khi gặp vấn đề về mặt lịch sử do không được củng cố (không xuất hiện) trong các nguồn sử cũ, và có nhiều mâu thuẫn về mặt niên đại.

## Trong tác phẩm hư cấu
Một nhân vật chính trong bộ phim truyền hình Vikings, diễn viên đóng vai ông lúc nhỏ là Nathan O'Toole và lúc lớn là Alexander Ludwig, phần nào dựa trên nhân vật lịch sử và được kể là con trai của Lagertha, chứ không phải Aslaug. Theo huyền thoại, Björn không phải là con trai cả, trong khi trong phim thì ông là con trai cả của Ragnar.
Trong cuốn tiểu thuyết Monster viết bởi Michael Grant, một nhân vật, Armo, nhắc đến việc anh ta là hậu duệ của "Björn Ironside, một người Viking rất ngầu".